# Petit
Petit (z latinského petere – žádat) označuje v právu závěrečnou část žaloby nebo jiného podání k soudu, v níž navrhovatel (žalobce) navrhuje, jak má soud v dané věci rozhodnout. 
Petit není možné bez souhlasu soudu zpětně měnit a je zpravidla formulován jako výrok rozhodnutí, jehož vydání je po soudu požadováno, např. tímto způsobem: Žalobce navrhuje, aby soud vydal toto rozhodnutí: „Žalovaný … je povinen žalobci … zaplatit … Kč s úroky z prodlení ve výši … % ročně z částky … Kč od … do zaplacení, a to do 3 dnů od právní moci tohoto rozhodnutí.“ Pokud soud návrhu plně vyhoví, do svého rozhodnutí tedy požadovaný výrok zcela převezme. Z tohoto důvodu je formulace petitu velmi důležitou okolností, když nejenže vymezuje předmět řízení, za který soud obecně nemůže jít, ale zároveň podmiňuje budoucí vykonatelnost soudního rozhodnutí. I jen částečně neurčitý petit, např. v nekonkretizovaném příslušenství nebo v neurčené lhůtě k plnění, tedy odsuzuje pozdější rozhodnutí k tomu, že je nebude možné exekučně vymoci. V petitu není nutné žádat náhradu nákladů řízení, protože o nich soud rozhodne z úřední povinnosti, většinou však uváděny jsou.
Druhy petitů:
- jednoduchý – uplatňuje se jím jen jeden nárok
- složený – uplatňováno je více nároků zároveň
  - eventuální – navrhuje se jeden nárok a pro případ, že by mu nebylo vyhověno, tak se navrhuje nárok náhradní
  - alternativní – navrhuje se více nároků s tím, že se ponechává se na úvaze žalovaného, který z nich splní
  - alternativa facultas – Zvláštním druhem je alternativa facultas (alternativní zmocnění), kdy je žalovaný odsouzen jen k jednomu plnění, ale zároveň je oprávněn, aby místo toho plnil něco jiného. Pokud však žalovaný neplní nic, lze se exekučně domáhat jen prvního, přisouzeného nároku.